# Nagyradna
Nagyradna (szlovákul Veľká Hradná) község Szlovákiában, a Trencséni kerületben, a Trencséni járásban.

## Fekvése
Trencséntől 21 km-re délkeletre, a Nyitrai-dombság északi részén, a Radnai-patak felső folyásánál fekszik.

## Története
Neve a szláv hradná szóból származik és egykori várára utal. Itt állt ugyanis egykor Garadna vára, melyet 1275 körül említenek, amikor a Hontpázmány nembeli Miklós fia Pálé és Becend bán fiaié volt. A vár a régészeti kutatások szerint már a nagymorva időkben is állt a mai Kostolnica nevű határrészen. 1329-ben már romos volt, nyoma nem maradt. A települést és várát 1329-ben említik először „locus castri Garadna” alakban. 1439-ben „Alsowradna”, 1493-ban „Nag Hradna” formában írják. 1501-ben a Podmaniczkyak báni uradalmához tartozott. 1598-ban „Nagy Hradna” néven szerepel az írott forrásokban. Ekkor két malom és 26 ház állt a településen. Lakói mezőgazdasággal, kézművességgel foglalkoztak.
A 18. század végén Vályi András így ír róla: „Nagy Hradna. Tót falu Trentsén Várm. földes Ura G. Illésházy Uraság, lakosai katolikusok, fekszik az előbbenihez közel, Dubodjelnek filiája.”
Fényes Elek 1851-ben kiadott geográfiai szótárában így ír a faluról: „Hradna, tót falu, Trencsén vmegyében, Szulyov fiókja: 52 kath., 179 evang., és 5 zsidó lak., 2 csinos kastélylyal. F. u. Ákay s Ordódy család. Ut. p. Trencsén.”
A trianoni békéig Trencsén vármegye Báni járásához tartozott.

## Népessége
| Év:            | 1994. | 2004.   | 2014.   | 2024.    |
| -------------- | ----- | ------- | ------- | -------- |
| Emberek száma: | 688   | 656     | 698     | 772      |
| Eltérés:       |       | -4,65 % | +6,40 % | +10,60 % |

| Év:            | 2023. | 2024.   |
| -------------- | ----- | ------- |
| Emberek száma: | 765   | 772     |
| Eltérés:       |       | +0,91 % |

1880-ban 379 lakosából 364 szlovák anyanyelvű és 15 csecsemő volt. Ebből 370 római katolikus és 9 zsidó vallású.
1910-ben 535 lakosából 532 szlovák, 2 német, 1 magyar anyanyelvű volt.
2001-ben 667 lakosából 660 szlovák volt.
2011-ben 667 lakosából 645 szlovák, 5 cseh, 1-1 morva, bolgár és egyéb, illetve 14 ismeretlen nemzetiségű volt.

## Neves személyek
- Itt született 1706-ban Akai Kristóf jezsuita pap, tanár, Akai János bátyja.
- Itt született 1708-ban Akai János jezsuita pap, tanár, Akai Kristóf testvéröccse.
- Itt született 1847-ben Matuska Alajos jogász, Budapest alpolgármestere.

## Nevezetességei
- Római katolikus temploma 1935-ben épült.

## Külső hivatkozások
- Községinfó
- Nagyradna Szlovákia térképén
- Travelatlas.sk
- E-obce.sk Archiválva 2008. április 6-i dátummal a Wayback Machine-ben